# Українці Вороніжчини
Українці Вороніжчини (рос. Украинцы в Воронежской области) — одна з найбільших національних громад, яка сформувалася історично та внесла значний внесок в освоєння та розвиток даного регіону.
Історично розселилися у цьому регіоні у процесі колонізації Слобідської України (територій сучасних Сумської, Харківської, Білгородської, Курської та Воронезької областей) у період правління Бориса Годунова.
Цей прикордонний край Московії активно заселявся XVII—XVIII століттях. Осідаючи тут поблизу фортець переселенці брали на себе сторожову службу та військовий захист прикордоння. У період імператорства Анни Іоанівни, відповідно до «Рішительних пунктів» Данила Апостола, землі стали надаватися переважно вихідцям із Правобережної України, яка перебувала під владою Речі Посполитої, які бажали отримати вільні землі.
Українська колонізація регіону в XVII—XVIII століттях вплинула не лише на процес заселення краю, а й на його соціокультурний та економічний розвиток. Вона проходила кількома хвилями. Масовий характер переселення мали у 1630—1640 роках, після козацьких повстань в Україні.

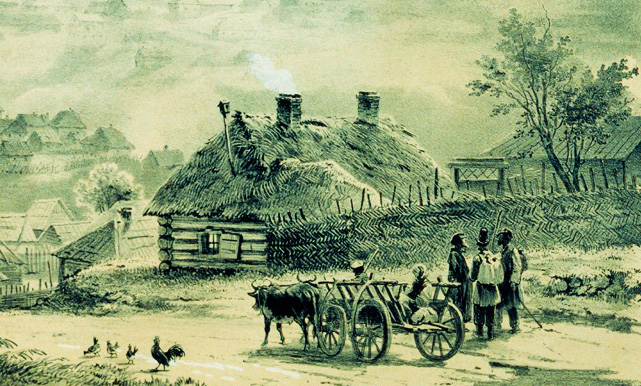
Український тип жител — хати, вид Воронежа із західного боку. ХІХ століття.

## Історія
Систематичне заселення воронезьких земель українцями відбувається у другій половині XVII — на початку XVIII ст., після того, як на південних кордонах держави було створено військово-сторожову службу із системою оборонних споруд, які відіграли велику роль в освоєнні півдня країни. Були збудовані міста-фортеці: в 1585 р. — Воронеж, в середині XVII ст. — Ольшанськ, Коротояк, Урив, Острогозьк.
Велику роль у заселенні південних районів Воронезької області грали переселенці з України. Найбільш масове переселення українських козаків належить до 1652 р., коли близько 1000 козацьких сімей було розміщено у місті-фортеці Острогозьку, найпівденнішому оплоті воронезьких земель. У 1664 р. був утворений Острогозький козачий полк, до якого були приписані всі вихідці з України, що оселилися на північ від Острогозька. Згодом до полку приписуються величезні території на південь від Острогозька правобережжям Дону в басейні Тихої Сосни, Чорної Калитви, Богучара і Айдара.

1764 рік. Карта слобідських полків, зокрема Острогозького козачого полку (сучасна Воронезька область).

У міру зміцнення південних рубежів Росії і зменшення небезпеки набігів з Кримського ханства розширювалося стихійне заселення Воронезької землі казенними і втікачами кріпаками, козаками, відставними солдатами. Виникали селища палацових і монастирських селян. У XVIII ст. відбувалася інтенсивна поміщицька колонізація. Південні райони сучасної області освоювалися переселенцями з правобережної та лівобережної України. Інтенсивне заселення українцями Воронезької губернії тривало до 1820-х років. Пізніше посилюються зворотні переселенські рухи з цієї губернії на Кавказ, у Нижнє Поволжя, Південне Приуралля.
Особливості національного складу населення Воронезької області склалися внаслідок міграційних процесів. Тривалий час залишалося незмінним створене ще XVII—XVIII ст. чисельне домінування українців у південних повітах губернії, а росіян — у північних. За даними істориків, наприкінці XVIII століття частка українців на території сучасної Воронезької області становила 40 % від загальної чисельності населення краю.
Наступна хвиля переселення, менш інтенсивна, була викликана Столипінською реформою. Українці розселилися в цей час переважно на півдні та південному сході Воронезької губернії. Наприкінці XIX століття українці становили 36 % населення регіону.

## Демографічний аспект

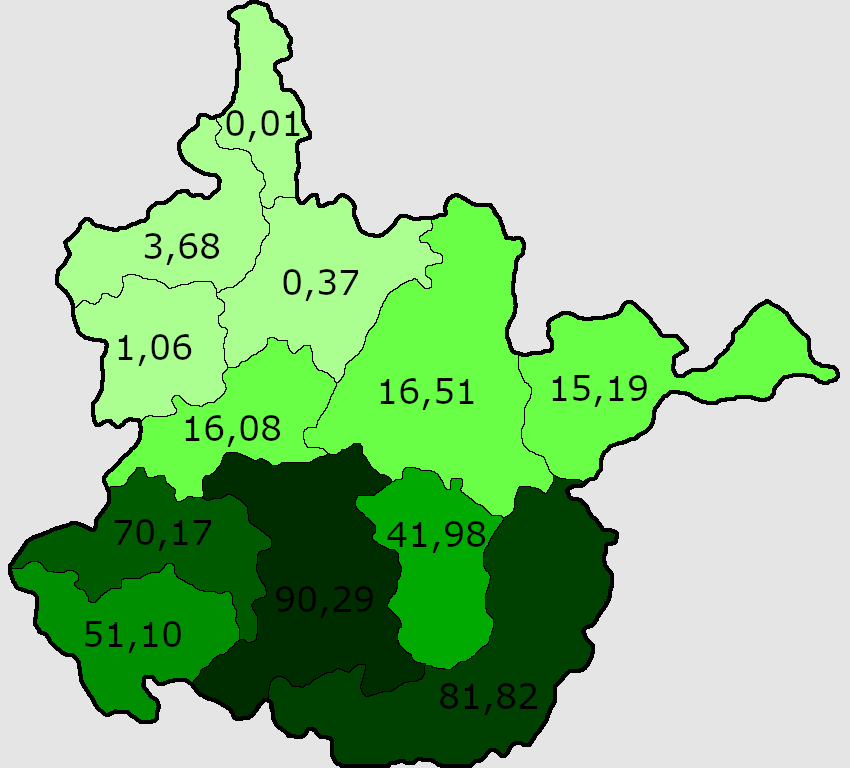
Українська мова у Воронезькій губернії з перепису 1897 року

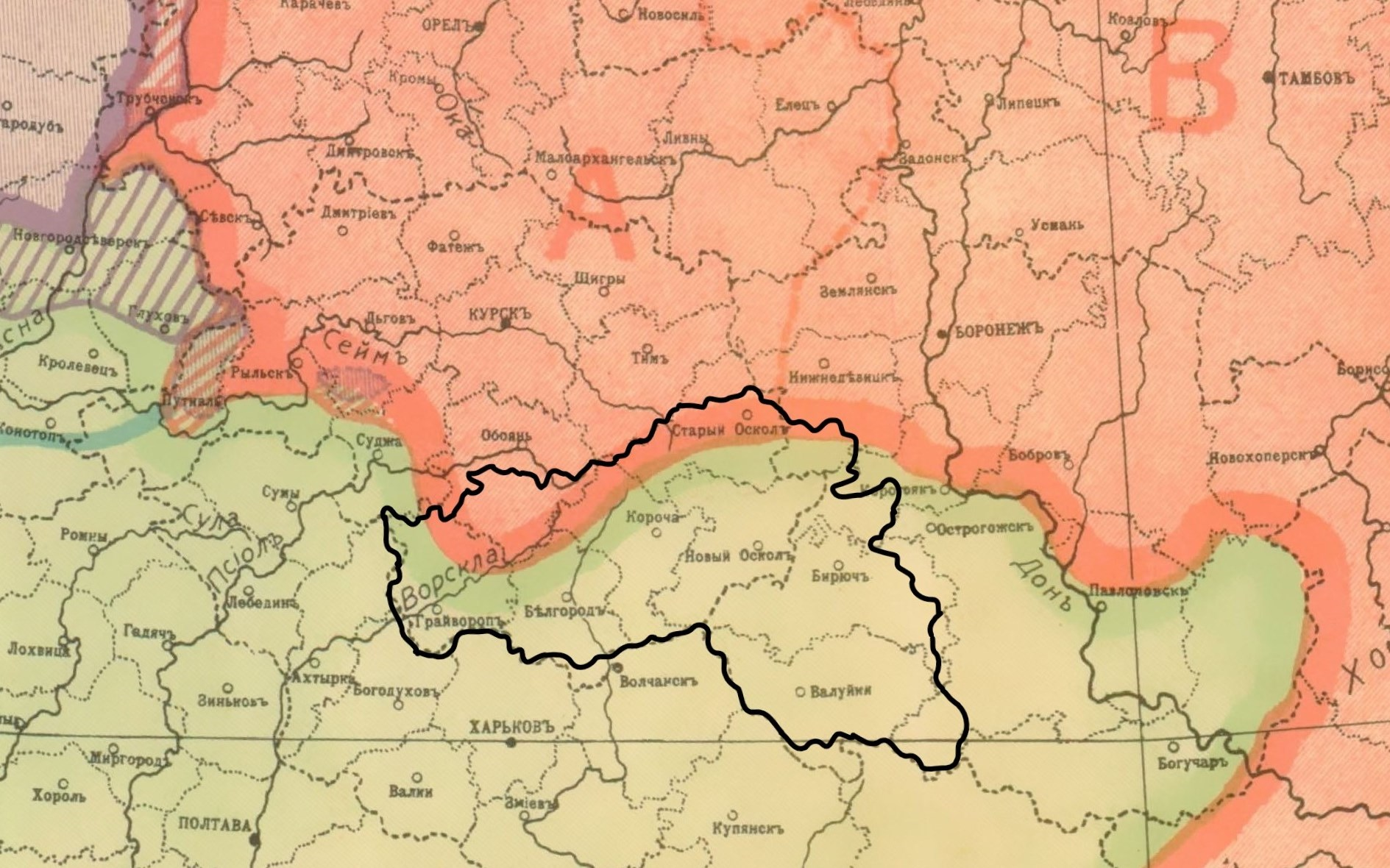
Українська мова (позначена зеленою) на півдні Воронезької області, та на більшій частині Білгородської області (обведена чорною лінією). Видання російського імператорського географічного товариства. 1914

Рідна мова населення Воронезької губернії за даними перепису 1897 року:
| Повіт            | Великоросійська | Українська |
| ---------------- | --------------- | ---------- |
| Губернія загалом | 63,3 %          | 36,2 %     |
| Бірюченський     | 29,2 %          | 70,2 %     |
| Бобровський      | 83,2 %          | 16,5 %     |
| Богучарський     | 17,8 %          | 81,8 %     |
| Валуйський       | 48,6 %          | 51,1 %     |
| Воронезький      | 98,3 %          | …          |
| Задонський       | 99,9 %          | …          |
| Землянський      | 96,2 %          | 3,7 %      |
| Коротояцький     | 83,8 %          | 16,1 %     |
| Нижньодевицький  | 98,9 %          | 1,1 %      |
| Новохоперський   | 84,6 %          | 15,2 %     |
| Острогозький     | 8,4 %           | 90,3 %     |
| Павловський      | 57,8 %          | 42,0 %     |

За матеріалами першого Загального перепису населення 1897 року серед сільського населення Воронезької губернії російську мову вважали рідною 63,3 %, а українську — 36,2 % населення. Більшість населення, яке вважало рідною мовою українською, проживало у південних повітах: Острогозькому (90,3 %), Богучарському (81,8 %) та Бірючинському (70,7 %). Ці повіти були розташовані біля колишнього Острогозького козачого полку. Тут українці жили суцільним етнічним масивом, який межував із південного заходу з українськими поселеннями Харківської губернії. У двох повітах — Павлівському та Валуйському — українську мову назвали рідною майже половина всього сільського населення (41,9 та 51,1 %). Поселення у цих повітах нерідко розташовувалися упереміж, були також і національно-змішані селища. Українські поселення зустрічалися й у деяких волостях північних повітів. Зокрема. у Землянському повіті українці (3,7 % сільського населення) мешкали в Ендовіщенській волості. Вони були нащадками козаків Гвіздівсько-Єндовіщенського козачого війська — найпершого українського поселення на Воронезькій землі.
За матеріалами Всесоюзного перепису 1926 року серед сільського населення Воронезької губернії налічувалося 33,2 % українців. Статистику за період із 1897 по 1926 р. порівнювати важко, оскільки істотно змінилися адміністративні кордони повітів. Проте можна констатувати, що суцільний український етнічний масив, як і раніше, перебував у південних повітах губернії. У Россошанському повіті (південна територія колишнього Острогозького повіту) українці становили 90,9 % всього сільського населення, у Богучарському — 72,7 %, у Валуйському — 54,8 %, в Острогозькому — 50,4 %.
У 1939 році у Воронезькій області, що включала тоді великі території сучасних Липецької та Білгородської областей, налічувалося 402 710 українців (11,3 % від населення області).
З 1957 року, коли межі області сформувалися остаточно, кількість українців в області стабільно скорочується внаслідок процесів русифікації.
| Рік перепису | 1959            | 1970              | 1979              | 1989              | 2002             | 2010             | 2021              |
| ------------ | --------------- | ----------------- | ----------------- | ----------------- | ---------------- | ---------------- | ----------------- |
| Українці     | 176 845 (7,5 %) | 145 828 (↘ 5,8 %) | 135 171 (↘ 5,4 %) | 122 622 (↘ 5,0 %) | 73 716 (↘ 3,1 %) | 43 054 (↘ 1,9 %) | 13 260 (↘ 0,57 %) |

Зміни у визначенні національної належності особами українського походження, що сталися на території Воронезької області за порівняно короткий відрізок часу, були зумовлені складною сукупністю причин. Проведення національної політики, русифікація, індустріалізація, колективізація сільського господарства, соціалістичне будівництво, посилення урбанізації, зростання рухливості населення, збільшення дисперсності в розселенні — ці та багато інших факторів сприяли створенню економічної та культурної єдності всього населення, утвердженню нових форм міжетнічних відносин та взаємодій, закономірних для соціалістичного суспільства.